# Ángel (football, 1952)
Pour les articles homonymes, voir Angel.
Ángel de los Santos Cano, plus communément appelé Ángel, est un footballeur espagnol né le 3 novembre 1952 à Huelva. Il évoluait au poste de milieu.

## Biographie
Ángel commence sa carrière dans le club de sa ville le Recreativo de Huelva en 1975 en deuxième division espagnole,.
Il devient joueur de l'UE Sant Andreu la saison suivante puis du Real Jaén,.
En 1977, Ángel rejoint l'UD Salamanque et découvre la première division espagnole,.
Après deux saisons à Salamanque, il est transféré au Real Madrid,.
Avec le Real, il réussit le doublé Coupe/Championnat en 1979-80.
Lors de la campagne de Coupe des clubs champions en 1979-80, il dispute huit matchs, dont notamment la double confrontation perdue en demi-finale contre le Hambourg SV.
La saison suivante en 1980-81, il dispute tous les matchs dont la finale perdue contre Liverpool perdue 0-1.
Ángel est à nouveau vainqueur de la Coupe d'Espagne en 1981-82.
À ce titre, le Real dispute la Coupe des vainqueurs de coupe lors de la saison 1982-83. Ángel dispute 8 matchs dont la finale perdue contre Aberdeen.
Le Real dispute la Coupe UEFA 1984-85 : le club madrilène remporte la compétition. Ángel dispute deux matchs durant la campagne mais pas la finale.
En 1985, il retrouve l'UD Salamanque. Il ne reste qu'une saison au club avant de raccrocher les crampons,.
Le bilan de la carrière d'Ángel en championnat s'élève à 225 matchs disputés en première division, pour dix buts inscrits, et 75 matchs joués en deuxième division, pour trois buts marqués.

## Palmarès
Real Madrid
| - Championnat d'Espagne (1) : - Champion : 1979-80. - Coupe d'Espagne (2) : - Vainqueur : 1979-80 et 1981-82. - Coupe de la Ligue d'Espagne (1) : - Vainqueur : 1984-85. |  | - Coupe UEFA (1) : - Vainqueur : 1984-85. - Coupe des clubs champions : - Finaliste : 1980-81. - Coupe des vainqueurs de coupe : - Finaliste : 1982-83. |